# Suwanose-jima

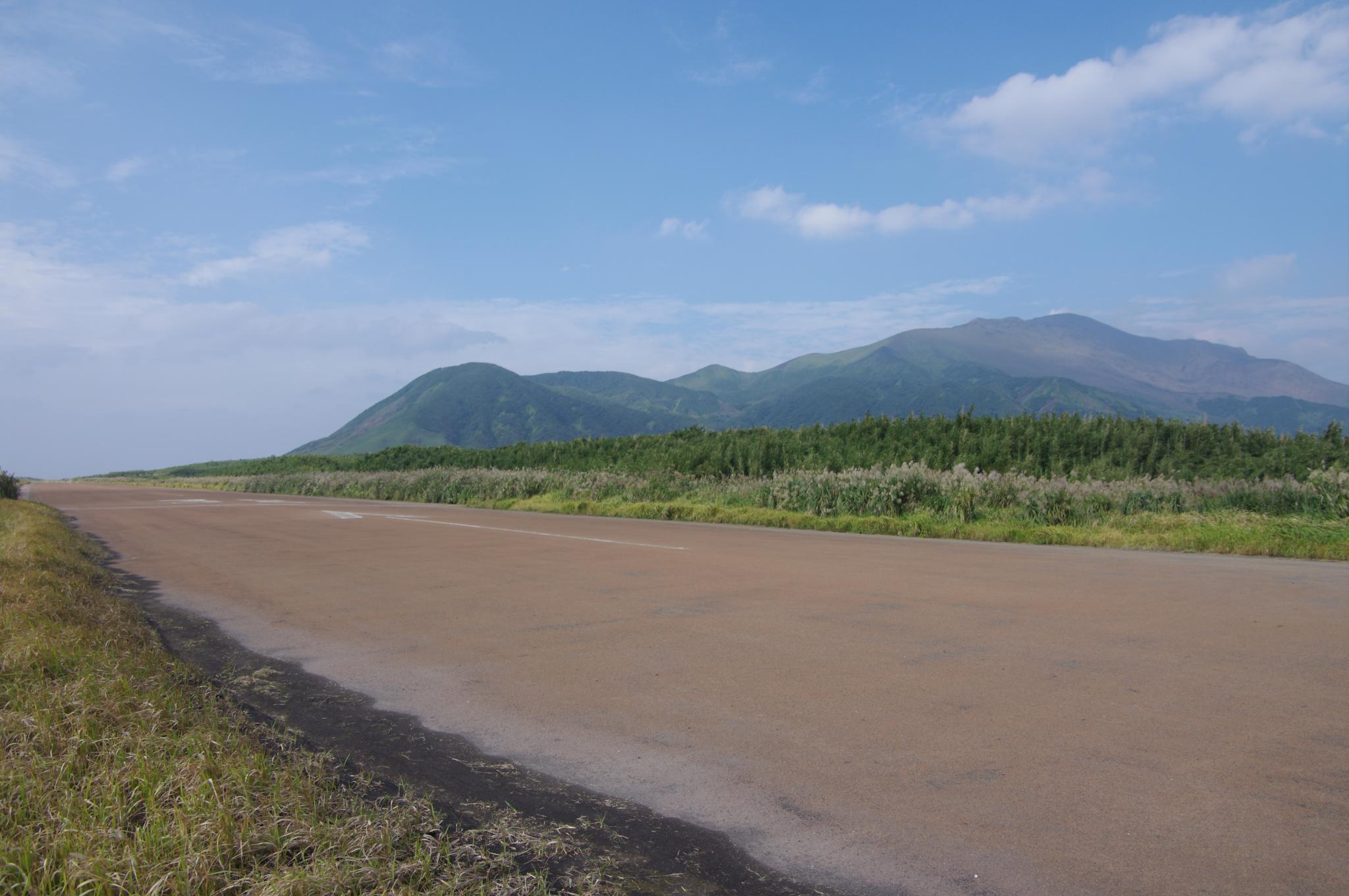
Vue de la piste de l'aéroport de Suwanose-jima.

Suwanose-jima, Suwanose-zima ou Moe-shima (諏訪之瀬, Suwanosejima) est une île volcanique du Japon située dans les îles Tokara appartenant à l'archipel Satsunan. Elle dépend administrativement du village de Toshima, dans le district de Kagoshima.

## Activité éruptive courante
Depuis le 24 septembre 2022, le volcan est de nouveau en phase active d'éruption, avec une série d'explosions sommitales.

## Langues
Cette île a été peuplée en 1883 par des habitants du village d'Akakina, à Amami-shi, locuteurs de l'amami du Nord. Cette langue y était toujours parlée par les générations plus anciennes en 2012, mais disparaît progressivement au profit du japonais. Il est possible que le dialecte de cette île s'éteigne et ne soit plus parlé par personne à l'avenir.